# シェイクン・アンド・スタード
『シェイクン・アンド・スタード』（原題：Shaken 'n' Stirred）は、イギリスのロック・ボーカリスト、ロバート・プラントが1985年に発表した、ソロ名義では3作目のスタジオ・アルバム。

## 背景
バック・バンドのメンバーの大部分は、前2作『11時の肖像』（1982年）、『ザ・プリンシプル・オブ・モーメンツ』（1983年）と同じ顔ぶれだが、本作では新メンバーのリッチー・ヘイワードがドラムスを担当した。また、後にカーヴのメンバーとして活動するトニ・ハリデイがボーカルで参加しており、ハリデイはプラントの次作『ナウ・アンド・ゼン』（1988年）にも参加した。
音楽的には、プラントの意向によりキーボードを強調した作風となった。ヘイワードは本作の制作時の状況に関して「ロバートは、1980年代中期において現代的であろうとすることで頭が一杯だった。当時のイングランドの音楽は、不幸なことに、電子的で無機的な方向性に捻じ曲がっていた。ロバートもそれを望んでいたけど、彼のバンドには俺と同世代の、本物の楽器を演奏して育ってきた連中がたくさんいたから、ロバートのためにモダンな音を作ろうってことで妥協したのさ」「俺はシモンズのパッドも5つ、自分のキットに取り入れたけど、本来のキットを撤収する気にはならなかった」と語っている。

## 反響・評価
全英アルバムチャートでは19位に終わり、プラントのソロ・アルバムとしては初めて全英トップ10入りを逃す結果となった。全英シングルチャートでは「ピンク・アンド・ブラック」が95位、「リトル・バイ・リトル」が83位を記録した。
アメリカでは本作がBillboard 200で20位を記録し（ラジオ&レコーズでは1985年5月17日付から5週間連続1位を記録）、1985年7月18日にはRIAAによってゴールドディスクに認定された。「リトル・バイ・リトル」はBillboard Hot 100で36位に達して、プラントのソロ・シングルとしては3度目の全米トップ40入りを果たした。また、『ビルボード』のメインストリーム・ロック・チャートでは「リトル・バイ・リトル」が1位、「シクシーズ・アンド・セヴンズ」が18位を記録した。
Mike DeGagneはオールミュージックにおいて5点満点中3点を付け「典型的なキーボード・ポップ/ロックを含む化粧を施した部分もあるが、ボーカル及びその他のいずれも多様性を保っており、このアルバムが埋もれてしまうことを防いでいる」と評している。また、『ピープル』誌のレビューでは「『ザ・プリンシプル・オブ・モーメンツ』では、ブルースのリフを個性的な形で再生させていたが、『シェイクン・アンド・スタード』はプラント流のダンス・パーティーを表現している」と評されている。

## 収録曲
特記なき楽曲はロバート・プラント、ロビー・ブラント、ジェズ・ウッドロフ、ポール・マルチネス、リッチー・ヘイワードの共作。
1. ヒップ・トゥ・フー - "Hip to Hoo" – 4:53
2. カラルー・カラルー - "Kallalou Kallalou" (Robert Plant, Jezz Woodroffe) – 4:19
3. トゥー・ラウド - "Too Loud" – 4:10
4. トラブル・ユア・マネー - "Trouble Your Money" (R. Plant, Robbie Blunt, Paul Martinez) – 4:15
5. ピンク・アンド・ブラック - "Pink and Black" – 3:49
6. リトル・バイ・リトル - "Little by Little" (R. Plant, J. Woodroffe) – 4:46
7. ドゥー・ドゥー・ア・ドゥ・ドゥ - "Doo Doo a Do Do" (R. Plant, R. Blunt, P. Martinez) – 5:11
8. イージリー・レッド - "Easily Lead" (R. Plant, P. Martinez, J. Woodroffe) – 4:39
9. シクシーズ・アンド・セヴンズ - "Sixes and Sevens" – 6:08

### 2007年リマスターCDボーナス・トラック
1. リトル・バイ・リトル（2006リミックス） - "Little by Little (Remixed Long Version)" (R. Plant, J. Woodroffe) – 5:12

## 参加ミュージシャン
- ロバート・プラント - ボーカル
- ロビー・ブラント - ギター、ギターシンセサイザー
- ジェズ・ウッドロフ - キーボード
- ポール・マルチネス - ベース、ギター
- リッチー・ヘイワード - ドラムス、パーカッション
- トニ・ハリデイ - アディショナル・ボーカル